# Webster Clay Ball

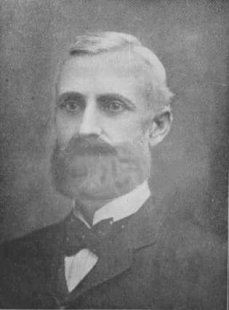
Webster Clay Ball

Webster Clay Ball (* 6. Oktober 1847 in Fredericktown, Ohio; † 1922, kurz: Webb C. Ball) war ein US-amerikanischer Juwelier und Uhrmacher.
Nach einer zweijährigen Lehrzeit bei einem Juwelier ließ sich Ball in Cleveland als Teilhaber eines Juweliergeschäftes nieder. Als die amerikanische Standard time 1883 angenommen wurde, war er der erste Juwelier, der das Zeitsignal des United States Naval Observatory verwendete, um Cleveland mit einer präzisen Zeit zu versorgen.

Im Jahr 1891 kam es in Kipton (Ohio) zu einem Eisenbahnunfall, der durch eine nachgehende Taschenuhr eines Fahrdienstleiters verursacht wurde. Das amerikanische Eisenbahnamt beauftragte daraufhin Ball als Chief Time Inspector, zuverlässige Kontrollsysteme und Qualitätsstandards für Eisenbahnchronometer zu entwickeln. 
Er führte strenge Richtlinien für die Herstellung von robusten und verlässlichen Präzisionsuhren ein. Dazu gehörten Vorgaben zur Verwendung antimagnetischer Gehäuse, dem Halten der Zeit in fünf Lagen, eine ausreichende Gangreserve und die Gestaltung des Zifferblatts. Jede nach diesen Richtlinien erfolgreich geprüfte Uhr erhielt ein Zertifikat. Die heutigen Kriterien für die Zertifizierung von Chronometern durch die COSC basieren auf den Standards von Webb C. Ball.
Die Waltham Watch Company stimmte sofort den Anforderungen von Balls Richtlinien zu, später folgten die Elgin National Watch Company und die meisten der anderen amerikanischen Uhrenhersteller: Aurora, Hamilton, Hampden, E. Howard, Illinois, Seth Thomas. Später folgten auch einige Schweizer Uhrenmanufakturen wie Audemars Piguet, Longines und Vacheron Constantin.
Ball wurde Vizepräsident der Hamilton Watch Company und konzentrierte seine Bemühungen darauf, Uhren für die Eisenbahn zu entwickeln. Am 10. Februar 1907 würdigte die Brotherhood of Locomotive Engineers seine Anstrengungen durch eine Ehrenmitgliedschaft. Das Horological Institute of America feierte seine Verdienste am 20. Oktober 1921.
Ball starb 1922.

## Ball Watch Company
Balls ursprüngliches Schmuckgeschäft in Cleveland entwickelte sich zur Ball Watch Company. Es wurden Rohwerke oder vollständige Taschenuhren anderer Hersteller eingekauft, die man dann verfeinerte und weiterverkaufte. Man verwendete zunächst Werke von Elgin, Hamilton und Waltham, wechselte aber dann in den frühen 1940er Jahren zu Schweizer Uhrwerken. Das Unternehmen verblieb in den Händen direkter Nachkommen, bis 1990 die Namensrechte verkauft wurden.
Das neue Unternehmen Ball Watch mit Sitz in La Chaux-de-Fonds führt die Tradition fort, allerdings unter Verwendung von Schweizer Uhrwerken. Darüber hinaus werden sportliche Armbanduhren gefertigt.